# Зларин
Зларин (на хърватски: Zlarin) е хърватски остров в Адриатическо море, Шибенишко-книнска жупания.

## Общи сведения
Зларин е разположен в Централна Далмация близо до устието на река Кърка на около 2 км от континенталното крайбрежие като от континента го отделя Шибенишкият канал.
Той има площ 8,19 км² и дължина около 6 км. Дължината на бреговата му ивица е 18,7 км. Най-високата му точка е връх Клепач (169 м). Свързан е с редовна фериботна линия с градовете Шибеник и Водице. Автомобилното движение на острова е забранено.

## История
Зларин е известен в миналото като Островът на коралите поради наличието на големи колонии корали, по-специално от вида червен или благороден корал (Corallium rubrum), който от древността е ценен като червеното злато и е силно търсен за направата на бижута. Оттук идва и името на острова – Златния остров или Зларин.
На острова са открити следи от селища още от неолита. За първи път Зларин се споменава в исторически документ от 1298 г., когато папа Бонифаций VIII основава Шибенишката епархия, към която Зларин е причислен чак до 1843 г..

## Население
Населението на острова е съсредоточено в единственото село, което също носи името Зларин. Според преброването от 2011 г. то възлиза на 284 души. През активния туристически сезон обаче нараства значително.
Преди 1920 г. населението на Зларин наброява 2000 жители. По това време островът има важно административно значение, тъй като към него се водят близките острови Първич и Каприе, но след Втората световна война тези два острова се отделят административно и Зларин губи предишното си значение.
В днешно време на практика животновъдството вече не се развива на острова и само 5% от земята се обработва. До XIX век на Зларин се отглеждат лозя, но след това филоксерата ги унищожава.